# Gary White
Gary White (Southampton, 25 juli 1974) is een Engels voormalig voetballer die als aanvaller speelde.

## Carrière
White begon zijn carrière in 1990 bij Bognor Regis Town FC en speelde tussen 1994 en 1996 voor Fremantle City FC.